# 李平西
李平西，字炯照，廣東香山縣西榄镇人，清朝军事将领、武进士出身。
光绪十五年，登十五年己丑恩科第五十七名武进士，殿试三甲第二十七名，蓝翎侍卫，历任贵州黄平营都司，桐松营游击，朗洞营参将，升授镇远镇总兵。